# Naomi Novik
Naomi Novik (New York, 1973. április 30. –) amerikai írónő.

## Élete
A Brown Egyetemen tanult angol irodalmat, de végül a Columbia Egyetemen írta szakdolgozatát informatikából. Részt vett a Neverwinter Nights: Shadows of Undrentide című számítógépes játék tervezési munkálataiban. A játék kidolgozása közben rájött, hogy az írás sokkal jobban érdekli, így visszatért New Yorkba, ahol regényíróként kezdett dolgozni. Férjével jelenleg is ott él.

## Könyvei
Temeraire-sorozat
- Őfelsége Sárkánya (2006. március 28.; magyar kiadás: 2008, Agave Könyvek ISBN 9789639868106)
- A jádéköves trón (2006. április 25.; magyar kiadás: 2008, Agave Könyvek ISBN 978 963 9868 267)
- Puskapor és sárkányvér (2006. május 30.; magyar kiadás: 2009, Agave Könyvek ISBN 978-963-9868-44-1)
- Elefántcsont birodalom (2007. szeptember 25.; magyar kiadás: 2010, Agave Könyvek ISBN 978-963-9868-72-4)
- Victory of Eagles (2008. július 8.)
- Tongues of Serpents (2010. július 13.)
- Crucible of Gold (2012. március 6.)
- Blood of Tyrants (2013. augusztus 13.)
- League of Dragons (2016. június 14.)

A Temeraire-sorozat első regénye, az Őfelsége Sárkánya 2006-ban jelent meg, amit azóta nyolc további rész követett. A 2007-es Elefántcsont birodalom a New York Times bestseller-listájának élén landolt. Műveit eddig több mint 20 nyelvre fordították le. Novik a Legjobb Új Író kategóriában megkapta a John W. Campbell-díjat, a Legjobb Első Regény kategóriában a Compton Crook-díjat, és e kategóriában a Locus-díjat is.
Lessons of the Scholomance trilógia
- Lesson One of the Scholomance – A Deadly Education (2020. szeptember 29.)
- Lesson Two of the Scholomance – The Last Graduate (2021. szeptember 28.)
- Lesson Three of the Scholomance – The Golden Enclaves (várható megjelenés: 2022.)

## Egyéb művei
- In His Majesty's Service – Ez a kötet tartalmazza az eredeti trilógiát (Őfelsége Sárkánya, A Jádeköves Trón, Puskapor és Sárkányvér), valamint egy rövid történetet In Autumn, a White Dragon Looks Over the Wide River címmel.
- In Autumn, a White Dragon Looks Over the Wide River – Az In His Majesty's Service című gyűjtemény része.
- Temeraire: In The Service of the King – A Temeraire-sorozat első három kötetének összeállítása.
- Throne of Jade – Deleted Scene – Törölt jelenet a Temeraire sorozat második kötetéből, A Jádeköves Trónból.
- Empire of Ivory – Deleted Scene – Törölt jelenet a sorozat negyedik kötetéből, az Elefántcsont Birodalomból.
- Golden Age and Other Stories – A Temeraire univerzumhoz kapcsolódó történetek gyűjteménye.
- Feast or Famine – Az Őfelsége Sárkánya és A Jádeköves Trón közé helyezhető rövid történetszál.
- Vici – Rövid történet A Temeraire univerzumból, mely a The Dragon Book című antológia része.
- In Autumn, a White Dragon Looks Over the Wide River – Rövid történet az In His Majesty's Service című gyűjteményből.
- Will Supervillains Be on the Final? – Az első és eddig egyetlen képregény, melyhez Naomi Novik írta a szöveget.
- Araminta, or, The Wreck of the Amphidrake – A Fast Ships, Black Sails című antológia része.
- Apples – Egy önálló, nagyon rövid elbeszélés.
- Purity Test – A Zombies vs. Unicorns antológia egy darabja.
- Priced To Sell – A Naked City című antológiában megjelent egyik történet.
- Commonplaces – A The Improbable Adventures of Sherlock Holmes antológia része.
- Lord Dunsany’s Teapot – A The Thackery T. Lambshead Cabinet of Curiosities kötet darabja.
- Seven Years from Home – A Warriors című kötet darabja.
- In Favour with Their Stars – Egy Temeraire történet az Unfettered összeállításból.
- Castle Coeurlieu – Egy kastélyban játszódó történet az Unfettered II összeállításból.
- Rocks Fall – Egy örült tudományokkal teli kötet, a The Mad Scientist's Guide to World Domination része.
- Seven – Az Unfettered III részeként megjelent történet.

## Magyarul
- Őfelsége sárkánya; ford. Heinisch Mónika; Agave Könyvek, Budapest, 2008
- A jádeköves trón; ford. Heinisch Mónika; Agave Könyvek, Budapest, 2008
- Puskapor és sárkányvér; ford. Görgey Etelka; Agave Könyvek, Budapest, 2009
- Elefántcsont birodalom; ford. Görgey Etelka; Agave Könyvek, Budapest, 2010
- Rengeteg; ford. Heinisch Mónika; Gabo, Budapest, 2016
- Ezüstfonás; ford. Heinisch Mónika; Gabo, Budapest, 2018
- A végzet iskolája. A Solomancia első leckéje; ford. Heinisch Mónika; Gabo, Budapest, 2021
- Az utolsó tanítvány. A Solomancia második leckéje; ford. Heinisch Mónika; Gabo, Budapest, 2022
- Arany enklávék. A Solomancia harmadik leckéje; ford. Heinisch Mónika; Gabo, Budapest, 2023